# Liste des ambassadeurs de France près le Saint-Siège
Pour un article plus général, voir Ambassade de France près le Saint-Siège.
Cet article recense les ambassadeurs de France près le Saint-Siège. Du Moyen Âge jusqu'à la création de l'État italien, les ambassades françaises à Rome étaient spécifiquement consacrées aux relations avec la papauté, notamment en ce qui regarde les affaires de l'Église catholique romaine. Une ambassade permanente de la France auprès du pape est établie sous le règne de François Ier, vers 1529. Cette ambassade a été suspendue en 1904 puis rétablie en 1921. L'ambassade de France en Italie, qui existe depuis 1875, est distincte de l'ambassade de France près le Saint-Siège, située sur le territoire italien mais représentant la France auprès du pape.

## Historique

### Moyen Âge
| Titulaire                                           | Début de mandat | Fin de mandat       | Résidence | Saint-Siège   | France                     |
| Guillart                                            | XIIIe siècle    |                     |           |               |                            |
| Firmin de Coquerel                                  | 1344            | 1345                | Avignon   | Clément VI    | Philippe VI                |
| M. de Montreuil                                     | 1470            |                     | Rome      | Paul II       | Louis XI                   |
| Jean, cardinal (La) Balue                           | 1480            | 13 octobre 1483     |           |               | Louis XI puis Charles VIII |
| Jean, cardinal (La) Balue                           | 5 février 1485  |                     |           | Innocent VIII | Charles VIII               |
| Benoît Jean de Saint-Maris                          | ca. 1490        |                     |           | Innocent VIII | Charles VIII               |
| Jean Bilhères de Lagraulas, cardinal de Saint-Denis | 1493            | 6 août 1499 (décès) | Rome      | Alexandre VI  | Charles VIII               |

### XVIesiècle(Renaissance)
| Jean du Bellay                                               | 1528           |                 |                                | Clément VII                           | François Ier                                |
| François II de Dinteville (ca. 1498-1554), évêque d'Auxerre  | 1531           | 1533            |                                | Clément VII                           | François Ier                                |
| Georges de Selve                                             | 1536           |                 |                                | Paul III                              | François Ier                                |
| Georges, cardinal d'Armagnac                                 | 1539           |                 |                                | Paul III                              | François Ier                                |
| ambassade extraordinaire : André Guillart, sieur du Mortier  | printemps 1546 |                 | Chancellerie du Palais Farnèse | Paul III                              | François Ier                                |
| Georges, cardinal d'Armagnac                                 | 1547           | 1550            |                                | Paul III                              | François Ier puis Henri II                  |
| Blaise de Vigenère                                           | 1549           |                 |                                | Paul III puis Jules III               | Henri II                                    |
| Claude d'Urfé                                                | novembre 1548  | janvier 1551    | Rome                           | Paul III puis Jules III               | Henri II                                    |
| Paul de La Barthe de Thermes (1482-1562)                     | 1550           | 1552            | Palais Farnèse                 | Jules III                             | Henri II                                    |
| ambassade extraordinaire : Louis de Saint-Gelais (1514-1589) | 25 juin 1552   | 28 juillet 1552 |                                | Jules III                             | Henri II                                    |
| Claude de La Guiche                                          | juillet 1552   | printemps 1553  |                                | Jules III                             | Henri II                                    |
| Louis de Saint-Gelais (1514-1589)                            | 30 avril 1553. | 28 juillet 1552 | Palais Farnèse                 | Jules III                             | Henri II                                    |
| Jean de Saint-Marcel d'Avançon                               | ca 1555        | 1556            |                                | Jules III puis Marcel II puis Paul IV | Henri II                                    |
| Philibert Babou de La Bourdaisière                           | 1558           |                 |                                | Paul IV puis saint Pie V              | Henri II, puis François II, puis Charles IX |
| Blaise de Vigenère                                           | 1566           |                 |                                | saint Pie V                           | Charles IX                                  |
| Louis Chasteigner de la Roche-Posay, baron de Malval,        | 1576           | 1581            |                                | Grégoire XIII                         | Henri III                                   |
| Paul de Foix (1528-1584), archevêque de Toulouse             | 1582           | 1584            |                                | Grégoire XIII                         | Henri III                                   |
| André Guillard, seigneur de l'Isle                           |                |                 |                                |                                       | Henri III                                   |
| François, cardinal de Joyeuse                                | 1587           |                 |                                | Sixte V                               | Henri III                                   |
| Louis de Gonzague, duc de Nevers et Rethel                   | 1593           |                 |                                | Clément VIII                          | Henri IV                                    |
| Jacques Davy du Perron, évêque d'Évreux                      | 1594           |                 |                                | Clément VIII                          | Henri IV                                    |
| François de Luxembourg, duc de Piney                         | 1597           |                 |                                | Clément VIII                          | Henri IV                                    |
| Nicolas Brûlart de Sillery                                   | 1599           |                 |                                | Clément VIII                          | Henri IV                                    |

### XVIIesiècle
| Philippe de Béthune, baron de Charost                                | 1601             | 6 juin 1605                |                | Clément VIII puis Léon XI     | Henri IV                  |
| Jacques Davy du Perron, cardinal                                     | 1605             |                            |                | Clément VIII                  | Henri IV                  |
| Charles de Neufville, marquis de Villeroy                            | 1605             |                            |                | Paul V                        | Henri IV                  |
| Charles de Gonzague, duc de Nevers et Rethel                         | 1609             |                            |                | Paul V                        | Henri IV                  |
| François Savary de Brèves                                            | 1608             | 1614                       |                | Paul V                        | Henri IV                  |
| Alexandre de Vendôme                                                 | 1615             | 1619                       |                | Paul V                        | Louis XIII                |
| Melchior Mitte de Chevrières, marquis de Saint-Chamond               | ca. 1619         |                            |                | Paul V                        | Louis XIII                |
| François-Annibal d'Estrées                                           | 1619             | 1622                       |                | Paul V                        | Louis XIII                |
| Noël Brulart de Sillery                                              | 1622             | 1624                       |                | Paul V puis Urbain VIII       | Louis XIII                |
| Philippe de Béthune, baron de Charost                                | 1624             | 1630                       |                | Urbain VIII                   | Louis XIII                |
| Jean de Galard, comte de Brassac                                     | 11 novembre 1633 | 1er janvier 1634           |                | Urbain VIII                   | Louis XIII                |
| Alphonse-Louis du Plessis de Richelieu                               | 1635             | 1636                       |                | Urbain VIII                   | Louis XIII                |
| François-Annibal Ier, 1er duc d'Estrées                              | 1636             | 1648                       |                | Urbain VIII puis Innocent X   | Louis XIII puis Louis XIV |
| Cardinal Michel de Mazarin, archevêque d'Aix, frère de Jules Mazarin | 1648             | 1er septembre 1649 (décès) |                |                               |                           |
| Henri d'Estampes de Valencay, chevalier de Malte                     | juil. 1651       | déc. 1654                  |                | Innocent X                    | Louis XIV                 |
| Hugues de Lionne                                                     | 1654             | 1656                       |                | Innocent X puis Alexandre VII | Louis XIV                 |
| Charles de Blanchefort, 1er duc de Créquy                            | 1662             | 1665                       | Palais Farnèse | Alexandre VII                 | Louis XIV                 |
| Charles d'Albert, 3e duc de Chaulnes                                 | 1666             | 1668                       | Palais Farnèse | Alexandre VII puis Clément IX | Louis XIV                 |
| François-Annibal II, 2e duc d'Estrées                                | 1671             | 1687                       | Palais Farnèse | Clément X puis Innocent XI    | Louis XIV                 |
| Henri III Charles de Beaumanoir, marquis de Lavardin                 | 1687             | 1689                       | Palais Farnèse | Innocent XI                   | Louis XIV                 |
| Charles d'Albert, 3e duc de Chaulnes                                 | 1689             | 1691                       |                | Innocent XI                   | Louis XIV                 |
| Emmanuel, cardinal de Bouillon                                       | 1698             | 1700                       |                | Innocent XII                  | Louis XIV                 |

### De 1700 à l'occupation de Rome (1808)
| Louis Ier Grimaldi, prince de Monaco                            | 20 juin 1700   | 1701             | Palais Corsini                                       | Innocent XII puis Clément XI   | Louis XIV                                         |
| Toussaint, cardinal de Janson                                   | 1701           | 1706             |                                                      | Innocent XII puis Clément XI   | Louis XIV                                         |
| Joseph-Emmanuel, cardinal de La Trémoille                       | 1706           | 1720             |                                                      | Clément XI                     | Louis XIV puis Louis XV                           |
| Michel Amelot, marquis de Gournay                               | 1715           |                  |                                                      | Clément XI                     | Louis XIV puis Louis XV                           |
| Charles de Froulay-Tessé, 4e comte de Froulay                   |                |                  |                                                      | Innocent XIII                  | Louis XV                                          |
| Pierre Guérin de Tencin                                         | 1721           | 1724             |                                                      | Innocent XIII puis Benoît XIII | Louis XV                                          |
| Melchior de Polignac                                            | 1724           | 1731             |                                                      | Benoît XIII puis Clément XII   | Louis XV                                          |
| Paul-Hippolyte de Beauvilliers, duc de Saint-Aignan             | 1731           | 1740             |                                                      | Clément XII                    | Louis XV                                          |
| François-Claude de Montboissier, abbé de Canillac               | 1742           | 1744             |                                                      |                                | Louis XV                                          |
| Frédéric Jérôme, cardinal de La Rochefoucauld                   | 1744           | déc. 1747        |                                                      | Benoît XIV                     | Louis XV                                          |
| Louis-Jules Mancini, duc de Nivernais                           | 1748           | 1752             |                                                      | Benoît XIV                     | Louis XV                                          |
| Étienne François, comte de Stainville (futur duc de Choiseul)   | 1753           | 1757             |                                                      | Benoît XIV                     | Louis XV                                          |
| Henri Joseph Bouchard d'Esparbès de Lussan, marquis d'Aubeterre | 1758           | 1762             |                                                      | Benoît XIV puis Clément XIII   | Louis XV                                          |
| François, cardinal de Bernis                                    | 1769           | 3 novembre 1794  | Palais de Carolis                                    | Clément XIV puis Pie VI        | Louis XV puis Louis XVI puis Convention nationale |
| François Cacault                                                | juin 1796      | 19 avril 1797    |                                                      | Pie VI                         | Directoire                                        |
| Joseph Bonaparte                                                | 31 août 1797   | 29 décembre 1797 | Palais Corsini                                       | Pie VI                         | Directoire                                        |
| Le citoyen Bertholio                                            | 1800           |                  |                                                      |                                |                                                   |
| François Cacault                                                | 1801           | 1803             |                                                      | Pie VII                        | Napoléon Bonaparte                                |
| Joseph, cardinal Fesch                                          | 2 juillet 1803 | 1806             | Palais Lancellotti ai Coronari puis Palais Niccolini | Pie VII                        | Napoléon Bonaparte devenu Napoléon Ier (1804)     |
| Charles-Jean-Marie Alquier                                      | 10 avril 1806  | 1806             |                                                      | Pie VII                        | Napoléon Ier                                      |

Occupation du Saint-Siège et de Rome par Napoléon jusqu'en 1814; création du département du Tibre; plus de corps diplomatique.

### De la Restauration au Second Empire
| Ambassadeur extraordinaire: Mgr Cortois de Pressigny, évêque émérite de Saint-Malo      | 1814             |              |                  | Pie VII                  | Louis XVIII                |
| Pierre Louis de Blacas d’Aulps, 1erprince-duc de Blacas                                 | 1816             |              |                  | Pie VII                  | Louis XVIII                |
| Prince Adrien de Montmorency, duc de Laval                                              | 1822             | mai 1828     |                  | Pie VII puis Léon XII    | Louis XVIII puis Charles X |
| François-René, vicomte de Chateaubriand                                                 | oct. 1828        | mai 1829     | Palais Simonetti | Léon XII puis Pie VIII   | Charles X                  |
| Pierre-Louis-Auguste Ferron, comte de La Ferronnays                                     | 1829             | 1830         |                  | Pie VIII                 | Charles X                  |
| Louis de Beaupoil, comte de Sainte-Aulaire                                              | 22 mars 1831     |              | Palais Colonna   | Pie VIII                 | Louis-Philippe             |
| Florimond, marquis La Tour-Maubourg                                                     | 23 décembre 1832 | 23 mai 1837  | Palais Colonna   | Grégoire XVI             | Louis-Philippe             |
| Comte Septime de La Tour-Maubourg                                                       | 1837             | février 1845 | Palais Colonna   | Grégoire XVI             | Louis-Philippe             |
| Pellegrino, comte Rossi (1787-1848)                                                     | 1845             | 1848         | Palais Colonna   | Grégoire XVI puis Pie IX | Louis-Philippe             |
| Eugène, duc d'Harcourt (1786-1865)                                                      | 10 mars 1848     | 1849         | Palais Colonna   | Pie IX                   | Louis-Napoléon Bonaparte   |
| Envoyé extraordinaire et ministre plénipotentiaire: M. de Corcelle                      | 1er août 1849    |              | Gaète            | Pie IX                   | Louis-Napoléon Bonaparte   |
| Envoyé extraordinaire et ministre plénipotentiaire: général Achille Baraguay d'Hilliers | 6 août 1849      |              | Gaète            | Pie IX                   | Louis-Napoléon Bonaparte   |
| Envoyé extraordinaire et ministre plénipotentiaire: Comte Alphonse de Rayneval          | 22 août 1849     |              | Gaète            | Pie IX                   | Louis-Napoléon Bonaparte   |

### De 1851 à 1904
| Titulaire                                                                   | Début de mandat | Fin de mandat   | Résidence      | Saint-Siège           | France                               |
| Comte Alphonse de Rayneval                                                  | 26 mars 1851    |                 | Palais Colonna | Pie IX                | Napoléon III                         |
| Agénor, duc de Gramont (1819-1880)                                          | 16 août 1857    | 1861            | Palais Colonna | Pie IX                | Napoléon III                         |
| Charles, marquis de La Valette                                              | 28 août 1861    | 1862            |                | Pie IX                | Napoléon III                         |
| Henri de La Tour d'Auvergne, prince de Lauraguais                           | 17 octobre 1862 | 1863            |                | Pie IX                | Napoléon III                         |
| Étienne Gilbert Eugène, vicomte de Sartiges                                 | 1864            | 1868            |                | Pie IX                | Napoléon III                         |
| Marquis de Banneville                                                       | 18 août 1868    |                 |                | Pie IX                | Napoléon III                         |
| Chargé d'affaires : Edouard-Alphonse, comte Lefebvre de Béhaine (1829-1897) | 1870            |                 |                | Pie IX                | Gouvernement de la Défense Nationale |
| Comte Bernard d'Harcourt (1842-1914)                                        | 1871            | 1873            |                | Pie IX                |                                      |
| Francisque de Corcelle (1802-1892)                                          | 1873            | 1876            |                | Pie IX                | Patrice de Mac Mahon                 |
| Georges Napoléon, baron Baude (1831-1887)                                   | 1876            | 1878            |                | Pie IX puis Léon XIII | Jules Grévy                          |
| Joseph Jules de Cadoine, marquis de Gabriac (1830-1903)                     | 1878            | 1880            |                | Léon XIII             | Jules Grévy                          |
| Ferdinand de Navenne (1853-1936)                                            | 23 janvier 1880 | 30 octobre 1882 | Palais Farnèse | Léon XIII             | Jules Grévy                          |
| Comte Édouard Lefebvre de Béhaine (1829-1897)                               | 30 octobre 1882 | 1896            |                | Léon XIII             | de Jules Grévy à Jean Casimir-Perier |
| Eugène Poubelle (1831-1907)                                                 | 1896            | 1898            |                | Léon XIII             | Félix Faure                          |
| Armand Nisard (1841-1925)                                                   | ca. 1899        | juillet 1904    |                | Léon XIII puis Pie X  | Émile Loubet                         |

De juillet 1904 à mai 1921, période de rupture des relations diplomatiques. Voir notamment : séparation des Églises et de l'État en 1905.

### Depuis 1920
| Titulaire                                                   | Début de mandat  | Fin de mandat    | Résidence                                  | Saint-Siège                                  | France                                            |
| ambassade extraordinaire Jeanne d'Arc : Gabriel Hanotaux    | 10 mai 1920      | 10 mai 1920      |                                            | Benoît XV                                    | Alexandre Millerand                               |
| Charles Jonnart (1857-1927)                                 | mai 1921         | 1923             | palais Farnèse                             | Benoît XV puis Pie XI                        | Alexandre Millerand                               |
| Jean Doulcet (1865-1928)                                    | 19 novembre 1923 | 1928             | palais Primoli                             | Benoît XV puis Pie XI                        | Alexandre Millerand puis Gaston Doumergue         |
| La France essaie de fermer l'ambassade                      | 22 février 1925  | avril 1925       |                                            | Pie XI                                       | Gaston Doumergue                                  |
| Joseph Louis Gabriel Antoine vicomte de Fontenay(1864-1946) | 1928             | 1932             |                                            | Pie XI                                       | Gaston Doumergue puis Albert Lebrun               |
| François Charles-Roux (1879 -1961)                          | 1932             | mai 1940         | palais Farnèse                             | Pie XI puis Pie XII                          | Albert Lebrun                                     |
| Comte Wladimir d'Ormesson                                   | mai 1940         | octobre 1940     |                                            | Pie XII                                      | Albert Lebrun puis Philippe Pétain                |
| Léon Bérard (1876-1960)                                     | 1940             | 1944             |                                            | Pie XII                                      | Philippe Pétain                                   |
| Jacques Maritain                                            | 1945             | 1948             | Palais Taverna                             | Pie XII                                      | Général de Gaulle                                 |
| Jean Bourdeillette                                          | 1948             | 1948             | Palais Taverna                             | Pie XII                                      | Vincent Auriol                                    |
| comte Wladimir d'Ormesson                                   | 1948             | 1956             | Palais Taverna puis Villa Bonaparte (1950) | Pie XII                                      | Vincent Auriol puis René Coty                     |
| Roland Jacquin de Margerie                                  | 1956             | 1959             | Villa Bonaparte                            | Pie XII puis Jean XXIII                      | René Coty                                         |
| baron Guy de La Tournelle                                   | 1959             | 1964             | Villa Bonaparte                            | Jean XXIII puis Paul VI                      | Charles de Gaulle                                 |
| René Brouillet                                              | 1964             | 1974             | Villa Bonaparte                            | Paul VI                                      | Charles de Gaulle puis Georges Pompidou           |
| Gérard Amanrich                                             | 1974             | 1976             | Villa Bonaparte                            | Paul VI                                      | Valéry Giscard d'Estaing                          |
| Georges Galichon                                            | 1976             | 1979             | Villa Bonaparte                            | Paul VI puis Jean-Paul Ier puis Jean-Paul II | Valéry Giscard d'Estaing                          |
| Louis Dauge                                                 | 1979             | 1983             | Villa Bonaparte                            | Jean-Paul II                                 | Valéry Giscard d'Estaing puis François Mitterrand |
| Xavier Daufresne de La Chevalerie                           | 1983             | 1985             | Villa Bonaparte                            | Jean-Paul II                                 | François Mitterrand                               |
| Bertrand Dufourcq                                           | 1985             | 1988             | Villa Bonaparte                            | Jean-Paul II                                 | François Mitterrand                               |
| Jean-Bernard Raimond                                        | 1988             | 1991             | Villa Bonaparte                            | Jean-Paul II                                 | François Mitterrand                               |
| René Ala                                                    | 1991             | 1993             | Villa Bonaparte                            | Jean-Paul II                                 | François Mitterrand                               |
| Alain Pierret                                               | 1993             | 1995             | Villa Bonaparte                            | Jean-Paul II                                 | François Mitterrand puis Jacques Chirac           |
| Jean-Louis Lucet                                            | 1995             | 1998             | Villa Bonaparte                            | Jean-Paul II                                 | Jacques Chirac                                    |
| Jean Guéguinou                                              | 1998             | 2000             | Villa Bonaparte                            | Jean-Paul II                                 | Jacques Chirac                                    |
| Alain Dejammet                                              | 10 juin 2000     | 2001             | Villa Bonaparte                            | Jean-Paul II                                 | Jacques Chirac                                    |
| Pierre Morel                                                | 2001             | 2005             | Villa Bonaparte                            | Jean-Paul II puis Benoît XVI                 | Jacques Chirac                                    |
| Bernard Kessedjian                                          | 19 décembre 2005 | 19 décembre 2007 | Villa Bonaparte                            | Benoît XVI                                   | Jacques Chirac puis Nicolas Sarkozy               |
| vacance de poste, Pierre Cochard (intérim)                  | 19 décembre 2007 | 19 janvier 2009  |                                            | Benoît XVI                                   | Nicolas Sarkozy                                   |
| Stanislas de Laboulaye                                      | 19 janvier 2009  | 9 mars 2012      | Villa Bonaparte                            | Benoît XVI                                   | Nicolas Sarkozy                                   |
| Bruno Joubert                                               | 9 mars 2012      | 1er mars 2015    | Villa Bonaparte                            | Benoît XVI puis François                     | Nicolas Sarkozy puis François Hollande            |
| vacance de poste,                                           | 1er mars 2015    | 12 mai 2016      |                                            | François                                     | François Hollande                                 |
| Philippe Zeller                                             | 12 mai 2016      | 4 juillet 2018   | Villa Bonaparte                            | François                                     | François Hollande puis Emmanuel Macron            |
| vacance de poste, Yves Teyssier d'Orfeuil (intérim)         | 4 juillet 2018   | 11 avril 2019    |                                            | François                                     | Emmanuel Macron                                   |
| Élisabeth Beton-Delègue                                     | 11 avril 2019    | 27 mars 2022     | Villa Bonaparte                            | François                                     | Emmanuel Macron                                   |
| Max-Olivier Gonnet chargé d'affaires (intérim)              |                  |                  |                                            |                                              | Emmanuel Macron                                   |
| Florence Mangin                                             | 28 mars 2022     |                  |                                            | François puis Léon XIV                       |                                                   |

Les trois vacances de poste récentes (2007-2009, 2015-2016 et 2018-2019) s'expliquent dans les deux premiers cas par le choix par la France de représentants (pour 2007-2009, Denis Tillinac puis Jean-Loup Kuhn-Delforge soutenu par Bernard Kouchner ; en 2015, Laurent Stefanini) n'ayant pas été agréés par le Saint-Siège, condition nécessaire pour la prise de fonctions. Le refus du Saint-Siège provenait, dans le premier cas, du fait que l'ambassadeur pressenti était deux fois divorcé ; ou encore que la nomination de l'ambassadeur ait été rendue publique avant la proposition au Saint-Siège. L'homosexualité ouvertement déclarée de Jean-Loup Kuhn-Delforge et de Laurent Stefanini a probablement été un élément décisif dans le refus du Saint-Siège.

### Sources
- Jusqu'en 1892: Pierre de la Croix, Mémoire historique sur les institutions de la France à Rome, puisés dans leurs archives et autres documents la plupart inédits, Rome, Imprimerie Editrice Vaticana, 1892, 2e éd..
- « Liste chronologique des ambassadeurs », sur france-vatican.org
- Lucien Romier, « Les premiers représentants de la France au palais Farnèse (1553) », Mélanges d'archéologie et d'histoire, t. 31, no 31,‎ 1911, p. 11-31 (DOI 10.3406/mefr.1911.7028, lire en ligne)